# Namangan (provins)
Namangan (Uzbekiska: Namangan viloyati / Наманган вилояти) är en viloyat (provins) i Uzbekistan. Den gränsar till Kirgizistan samt provinserna Fergana och Andizjan. Provinsen hade år 2006 uppskattningsvis 1 862 000 invånare och en yta på 7 900 km². Huvudorten är Namangan

## Distrikt
Provinsen är indelad i 11 administrativa tuman (distrikt) med huvudort inom parentes:
- Chartaq
- Chust
- Kosonsoy
- Mingbulaq
- Namangan
- Norin
- Pop
- Turakurgan
- Uchkurgan
- Uychi
- Yangikurgan